# Maffeo Vegio
Maffeo Vegio (Lodi, 1407 – Roma, 1458) è stato un umanista italiano.

## Biografia
Figlio di Belloria Vegio e di Caterina de Lanteri, “et generis antiquitate clarissimi et virtute spectabiles”, Maffeo Vegio compie i primi studi di retorica a Milano dove nel 1418 assiste ad una predica di Bernardino da Siena, rimanendo colpito dalla grandiosa eloquenza e dalla semplicità evangelica del santo.
Tra il 1421 e il 1423 Vegio intraprende gli studi di giurisprudenza presso lo Studium di Pavia ed entra in contatto con i protagonisti dell'Umanesimo di primo Quattrocento tra cui Antonio Beccadelli, detto il Panormita, Pier Candido Decembrio e Lorenzo Valla; quest'ultimo lo scelse come protagonista del suo dialogo De vero bono.
Nel 1435 si trova al servizio del vescovo di Traù Ludovico Trevisan, tramite il quale si avvicina a papa Eugenio IV. Al seguito della Curia romana, l'umanista lodigiano assiste agli eventi del Concilio di Firenze (1439) e, con il favore del pontefice, inizia il suo cursus honorum curiale: abbreviatore apostolico e datario (1441), dal 1443 egli ottiene il canonicato presso la basilica di S. Pietro in Vaticano.
A Roma l'umanesimo letterario del Vegio si rinnova al contatto con personalità quali Enea Silvio Piccolomini per poi declinarsi in chiave religiosa grazie ad un rinnovamento di fede che lo avvicinerà sempre di più al pensiero di Sant'Agostino, nei confronti del quale manifesta una profonda devozione pur non vestendo mai l'abito dell'ordine.
Alla sua morte il Vegio è stato sepolto nella Basilica di S.Agostino a Roma.

## Opere

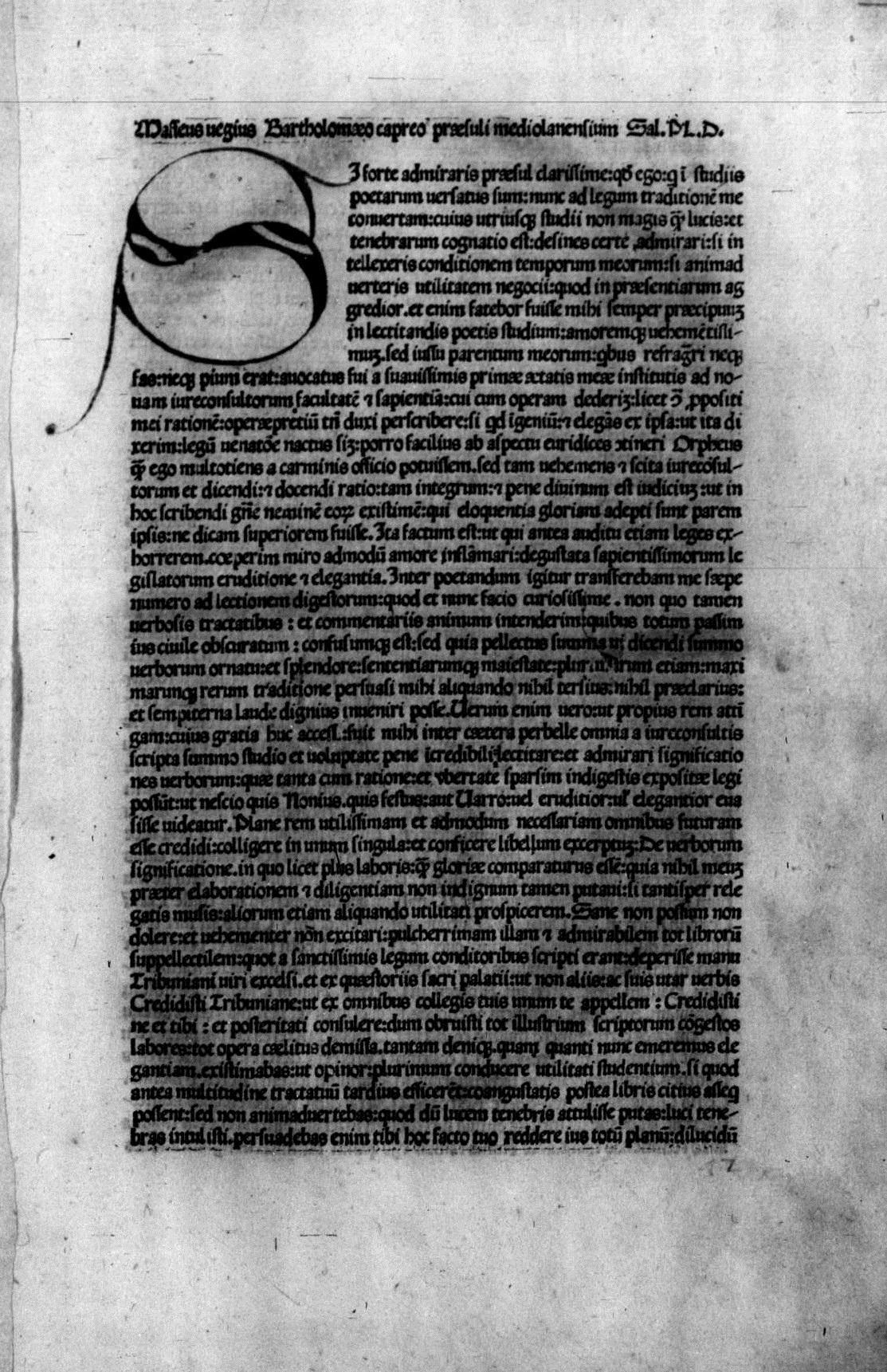
Vocabula ex iure civili excerpta, 1477

Con i Pompeiana (Villa Pompeiana, 1423) e i Rusticalia (Villa Pompeiana, ottobre 1431) il Vegio dà spazio al topos letterario della satira contro il villano immaginandosi, lui uomo di città, prigioniero della campagna e dei suoi zotici contadini.
La consacrazione poetica del lodigiano giunge con il Libri XIII Aeneidos Supplementum (Pavia, Ottobre 1428), quale continuazione e ultimo libro dell'Eneide (il poema infatti era rimasto incompiuto alla morte di Virgilio) e che fu al centro di una polemica di plagio con l'umanista Pier Candido Decembrio. 

L'opera ebbe straordinaria fortuna tanto da circolare nel Rinascimento con il testo genuino di Virgilio: nel 1513 il vescovo Gavin Douglas incluse il XIII libro del Vegio nella sua versione scozzese dell'Eneide, prima traduzione del poema in una lingua germanica.
Forse il ritrovamento nel 1423 delle Argonautiche di Apollonio Rodio a opera di Giovanni Aurispa sta alla base dei Velleris Aurei Libri IV (Pavia, settembre 1431), opera incentrata sulle vicende della spedizione alla ricerca del Vello d'Oro.
Al periodo pavese va infine ascritto anche il De verborum significatione (1433), trascrizione di 850 lemmi del Digesto ed espressione, più che della cultura giuridica del Vegio, della riflessione linguistica che gli umanisti conducevano in quegli anni sulla scorta delle istanze di rinnovamento promosse da Lorenzo Valla. Sintesi tra la tradizione agiografica cristiana e il poema epico di stampo virgiliano sono gli Antoniados libri (Bologna, 15 marzo 1437): racconto della visita di s. Antonio abate all'anacoreta Paolo di Tebe, l'opera inaugura la stagione del poema sacro nel Rinascimento e prelude alla svolta religiosa del periodo romano.
Il Vegio trattatista è ben rappresentato dai De liberorum educatione et claris moribus libri VI (Roma, dicembre 1443), opera pedagogica in cui è elaborato un modello educativo in grado di coniugare il rispetto delle prescrizioni in tema di morale cristiana con la necessaria aspirazione a una paideia di impronta umanistica. 
Opera storiografica e antiquaria è invece il De rebus antiquis memorabilibus Basilicae S. Petri Romae (Roma, 1452-1458), scritta alla vigilia della radicale ristrutturazione che investì l'antica Basilica di San Pietro in Vaticano durante il pontificato di Niccolò V: il trattatello in quattro libri è considerato l'atto di nascita dell'archeologia cristiana. 
Altre opere del Vegio sono gli Elegiarum libri duo (Bologna 1437); i Libri distichorum duo ad Carolum Aretinum (Firenze, 1439-1443); gli Epigrammatum libri duo ad Leonardum Aretinum (Firenze, 1439-1443).
Opere sullo stile di Luciano di Samosata sono il Dialogus Veritatis et Philaletis (Firenze-Roma, 1443- dicembre 1448) e il De felicitate et miseria (Firenze-Roma, 1443 - dicembre 1447); infine vanno segnalate varie opere agiografiche del lodigiano tra cui il De vita et obitu beati Coelestini quinti papae (Roma, presso S. Pietro, maggio 1445)

## Edizioni
Principali edizioni antiche
- MAPHAEI VEGII LAUDENSIS Opera, quae hactenus haberi potuerunt, in duas partes distincta, quarum prior De educatione liberorum lib. VI. Aliaque soluta oratione conscripta, posterior poemata et epigrammata complectitur. Omnium elenchus sequenti pagella continetur, Laudae, ex typographia Paulli Bertoeti, 1613.
- Marguerin de la Bigne, Maxima Bibliotheca Veterum Patrum et antiquorum scriptorum ecclesiasticorum. Continens scriptores ab ann. Christi 1300. ad ann. 1600, vol. XXVI, Lugduni, Apud Anissonios, 1677. Contiene l'edizione di: Libri XII Aeneidos Supplementum; De perseverantia religionis (p. 689); Astyanax (p. 764); Vellum Aureum (p. 766); Antonias (p. 773); Dialogus veritatis et Philalethis ad Eustachium fratrem; Disceptatio inter Terram Solem et Aurum.
- Giovanni Gaetano Bottari, Carmina illustrium poetarum italorum, vol. X, Florentiae, Typis Regiae Celsitudinis apud Joannem Caietanum Tartinium & Sanctem Franchium, 1724. Contiene: Astyanax (pp. 288–96); Rusticalia (pp. 315–22); Salutatio b. Monicae (pp. 323–4).
- (LA) Vocabula ex iure civili excerpta, Vicenza, Filippo Albino, 1477.

Principali edizioni moderne
- MAPHEI VEGII LAUDENSIS, De educatione liberorum et eorum claris moribus libri sex, by M. WALBURG FANNING adn A. STANISLAUS SULLIVAN, Washington D.C., The Catholic University of America, 1933-1936
- MAFFEO VEGIO, Das Aeneissupplement des Maffeo Vegio, eingeleitet, nach den Handschriften herausgegeben, übersetzt und mit einem Index versehen von B. SCHNEIDER, Weinheim, VCH, 1985.
- MAFFEO VEGIO, Liber XIII Aeneidos, traduzione, commento e saggi di Stefano Bonfanti, Milano, San Paolo Edizioni, 1997.
- MAPHAEI VEGII, Vellus Aureum – Das Goldene Vlies (1431). Einleitung, kritische Edition, Übersetzung, ed. R.GLEI-M.KÖHLER, Trier, Wissenschaftlicher Verlag Trier, 1998 (Bochumer Altertumswissenchaftliches Colloquium, 38).
- (EN)  MAFFEO VEGIO, Short epics, edited and translated by M.C.J. PUTNAM with J. HANKINS, Cambridge (Massachusetts)-London, Harvard University press, 2004 (The i Tatti Renaissance Library, 15).
- MAFFEO VEGIO, Astianatte(Introduzione, traduzione, commento a cura di R. SCARCIA, con due Appendici documentarie), Chieti, Edizioni NOUBS, 2013.